# خجه‌سو
خجه‌سو (به لاتین: Xıçaso) یک منطقهٔ مسکونی در جمهوری آذربایجان است که در شهرستان آستارا واقع شده‌است.

## ریشه واژه
خج به زبان تالشی به معنای گلابی و سو به معنای حیاط یا باغ است.